# Sycorax (La Tempête)
Pour les articles homonymes, voir Sycorax.
Sycorax est  un personnage de la pièce de théâtre La Tempête de William Shakespeare. Elle est une puissante sorcière et mère de Caliban.
Selon l'histoire écrite par Shakespeare, Sycorax, alors qu'elle était enceinte de Caliban, a été bannie de sa maison d'Alger pour se retrouver sur l'île où échoue Prospero, le héros de la pièce.
Le personnage de Sycorax meurt plusieurs années avant le début de l'action principale de la pièce. Elle n'a donc à proprement parler pas de rôle vocal dans la pièce avant les versions ultérieures de La Tempête, comme celle de William D'Avenant au XVIIe siècle.
Néanmoins, sa mémoire imprègne l’œuvre et définit plusieurs prises de position des personnages. Caliban utilise l'arrivée de sa mère sur l'île pour s'en revendiquer propriétaire.

## Rôle dans la pièce
Le personnage de Sycorax est décrite par Prospero comme une ancienne et infâme sorcière originaire d'Alger qui a été bannie sur l'île pour avoir pratiqué la sorcellerie. Prospero raconte également que de nombreuses années auparavant, des marins l'avaient amenée sur l'île, alors qu'elle était enceinte de son fils Caliban, et l'y avaient abandonnée, car sa grossesse lui avait évité d'être mise à mort.
Après son arrivée, Sycorax entreprit d'asservir les esprits de l'île, au premier rang desquels Ariel, qu'elle finit par emprisonner dans un pin pour désobéissance. Sycorax a donné naissance à Caliban et lui a appris à vénérer le dieu démoniaque Setebos. Elle meurt bien avant l'arrivée de Prospero et de sa fille, Miranda.

## Analyses
Le rôle silencieux de Sycorax joue un rôle important dans les interprétations postcoloniales de La Tempête. Parce qu'elle est originaire d'Alger et que son histoire n'est entendue que par d'autres (Prospero, Ariel et Caliban), elle est défendue par certains chercheurs comme une représentation de la femme africaine réduite au silence.

## Sycorax dans les adaptations récentes de La Tempête
Sycorax a été conceptualisée de diverses manières par les adaptateurs et les réalisateurs de La Tempête. Dans la version de La Tempête de John Dryden et William D'Avenant datant de 1670, Sycorax laisse derrière elle deux enfants, Caliban et une fille également nommée Sycorax. Cette seconde Sycorax fait des avances sexuelles à Trinculo, le marin ivre, et (selon Trinculo) a également des relations incestueuses avec son frère Caliban.
Die Geisterinsel, une version allemande de la pièce datant de 1778, comprend une Sycorax vivante, une sorcière qui a les pleins pouvoirs pendant la nuit, alors que Prospero règne le jour. Dans cette pièce, c'est elle qui provoque la tempête et le naufrage, et non Prospero. Ce dernier se méfie beaucoup de ses actions à l'approche de la nuit, car elle a le pouvoir sur ceux qui dorment. À plusieurs reprises, il s'efforce de garder Miranda éveillée pour la protéger du pouvoir de Sycorax.
Dans la version française d'Eugène Scribe de 1846, Sycorax est vivante mais emprisonnée derrière des rochers, hors de vue. Elle passe la majeure partie de la pièce à essayer de convaincre son fils, Caliban, de la libérer.
La version britannique de 1968 de Peter Brook dépeint Sycorax comme une affreuse sorcière, l'incluant dans une scène d'accouchement dans laquelle naît Caliban, tout aussi affreux,.

## Adaptations cinématographiques de Sycorax
En 2021, la sorcière de Shakespeare, fait l'objet d'une interprétation cinématographique avec la réalisation d'un court-métrage par Lois Patino et Matias Pinero où est questionné l'absence de voix du personnage. La Tempête de Shakespeare est adapté au cinéma à 6 reprises entre 1911 et 2010 mais ce court-métrage est le premier qui prend la sorcière comme sujet cinématographique à part entière.
Dans l'adaptation de 2010 de La Tempête par Julie Taymor, il n'est pas question de Sycorax mais le personnage de Prospero est féminisé et devient Prospera.

## Adaptation littéraire de Sycorax
En 1953, Pierre Brisson publie chez Gallimard Sycorax, un livre où il décrit le personnage comme un monstre et comme la bonne à tout faire du héros de son livre, Jacques qui est banquier. Sycorax est décrite de la façon suivante : 
« Sycorax, elle, est une horrible vieille, laide et sale, méchante aussi. Elle effraye tout le monde, jusqu'à la concierge, la robuste Mme Victor. Elle nourrit pour Jacques une espèce de passion ; elle est à la fois son tyran et son esclave ; elle l'espionne jusque dans ses moindres actes et ne supporte pas d'ignorer quoi que ce soit de sa vie. Jacques ne lui ménage pas les rebuffades, mais éprouve une certaine affection pour ce monstre de dévouement.»

— Gallimard, 3e de couverture

## Honneur
Sycorax, un des satellites naturels d'Uranus, porte son nom.